# 飫肥城
飫肥城（おびじょう）是日本古日向國南部（今宮崎縣日南市）之城。江戶時代是伊東氏飫肥藩的藩庁。

## 關連項目
- 日本100名城

## 外部連結
- 宮崎県日南市飫肥の観光情報です！ （页面存档备份，存于）